# Sainte-Hedwidge
Sainte-Hedwidge es un municipio canadiense situado en la provincia de Quebec.

## Superficie
Sainte-Hedwidge tiene una superficie de 461,67 km².

## Demografía
En 2021, tenía 870 habitantes, una densidad poblacional de 1,9 hab./km², y 494 viviendas.